# Juzjnyj Bolsjoj Tjujskij Kanal
Juzjnyj Bolsjoj Tjujskij Kanal (ryska: Yuzhnyy Bol’shoy Chuyskiy Kanal, Южный Большой Чуйский Канал) är en kanal i Kirgizistan.   Den ligger i oblastet Tjüj Oblusu, i den norra delen av landet, 6 km sydost om huvudstaden Bisjkek.